# Carlos Miguel Coronel
Carlos Miguel Coronel (* 29. Dezember 1996 in Corumbá) ist ein paraguayisch-brasilianischer Fußballtorwart.

## Karriere

### Verein
Coronel begann seine Karriere bei Red Bull Brasil. Bei Red Bull Brasil stand er in den Saisonen 2013 und 2014 mehrmals als Ersatztorwart im Staatspokal von São Paulo im Kader der ersten Mannschaft, kam jedoch nie zum Einsatz. Zur Saison 2015/16 wechselte er nach Österreich zum Zweitligisten FC Liefering, dem Farmteam des FC Red Bull Salzburg. Sein Debüt in der zweiten Liga gab er im Juli 2015, als er am zweiten Spieltag der Saison 2015/16 gegen den SKN St. Pölten in der Startelf stand. In der Saison 2015/16 kam er zu elf Zweitligaeinsätzen.
Im Januar 2017 wurde er in den Kader des FC Red Bull Salzburg hochgezogen. Coronel stand allerdings kein einziges Mal im Kader der Bundesligamannschaft, kam allerdings zu 24 Zweitligaeinsätzen für Liefering. Im Mai 2018 debütierte er für Salzburg in der Bundesliga, als er am 36. Spieltag der Saison 2017/18 gegen den FK Austria Wien von Beginn an eingesetzt wurde. Das Debüt verlief für Coronel aber unglücklich, er kassierte vier Gegentore und Salzburg verlor das Spiel mit 4:0. Die „Bullen“ standen zu jenem Zeitpunkt allerdings bereits als Meister fest. In der Saison 2017/18 kam er insgesamt zu einem Bundesligaspiel und 32 in der zweiten Liga.
Nachdem er bei Salzburg in der Saison 2018/19 keine Rolle gespielt hatte, wurde er im Januar 2019 in die USA an den MLS-Verein Philadelphia Union verliehen. Zunächst spielte Coronel allerdings im März 2019 gegen den North Carolina FC erstmals für das Farmteam Bethlehem Steel in der zweitklassigen USL Championship. Im selben Monat debütierte er schließlich auch für Philadelphia in der MLS, als er am vierten Spieltag der Saison 2019 gegen Columbus Crew in der Startelf stand.
Im Juli 2019 wurde sein Leihvertrag nach vier Einsätzen für Philadelphia und acht für Bethlehem aufgelöst und er kehrte nach Salzburg zurück. Nachdem Cican Stankovic verletzt hatte und Ersatztorwart Alexander Walke bereits länger verletzt ausgefallen war, kam Coronel nach seiner Einwechslung für Stankovic im Oktober 2019 gegen den SSC Neapel zu seinem Debüt in der UEFA Champions League. In der Saison 2019/20 kam er zu fünf Einsätzen in der Bundesliga, einem im ÖFB-Cup und drei in der Champions League. Mit Salzburg holte er in jener Spielzeit das Double aus Pokal und Liga. Im Februar 2021 wurde er ein zweites Mal in die USA verliehen, diesmal an die New York Red Bulls. Während der Leihe kam er in allen 34 Partien von New York in der MLS zum Einsatz. Im Dezember 2021 wurde Coronel von den US-Amerikanern fest verpflichtet.

### Nationalmannschaft
Im April 2013 nahm Coronel mit der brasilianischen U-17 an der U-17-Südamerikameisterschaft in Argentinien teil. Allerdings kam er während des Turniers nicht zum Einsatz. Mit dem Team erreichte er den dritten Platz.
Seit 2023 spielt er aufgrund seiner Abstammung in der Nationalmannschaft Paraguays bei den Qualifikationsspielen für die WM 2026.

## Erfolge
- Österreichischer Meister: 2017, 2018, 2020, 2021
- Österreichischer Cupsieger: 2017, 2020